# AUI nyelv
Az aUI (ejtsd: aúí) egy minimalista mesterséges nyelv. A priori nyelv – vagyis szótövei nem származnak már létező nyelvből –, amit Dr. W. John Weilgart hozott létre az 1950-es években. A nyelvben 31 tőszó (illetve 11 számnév, 0-tól 10-ig) található, amelyek a világ „legalapvetőbb” fogalmait foglalják össze (például: ember, érzés stb.). Ezeket összeillesztve új szavakat hozhatunk létre, illetve bonyolultabb gondolatokat fejezhetünk ki. „Az űr nyelveként” írta le, mely szerinte az univerzális kommunikációt illusztrálni tudja.

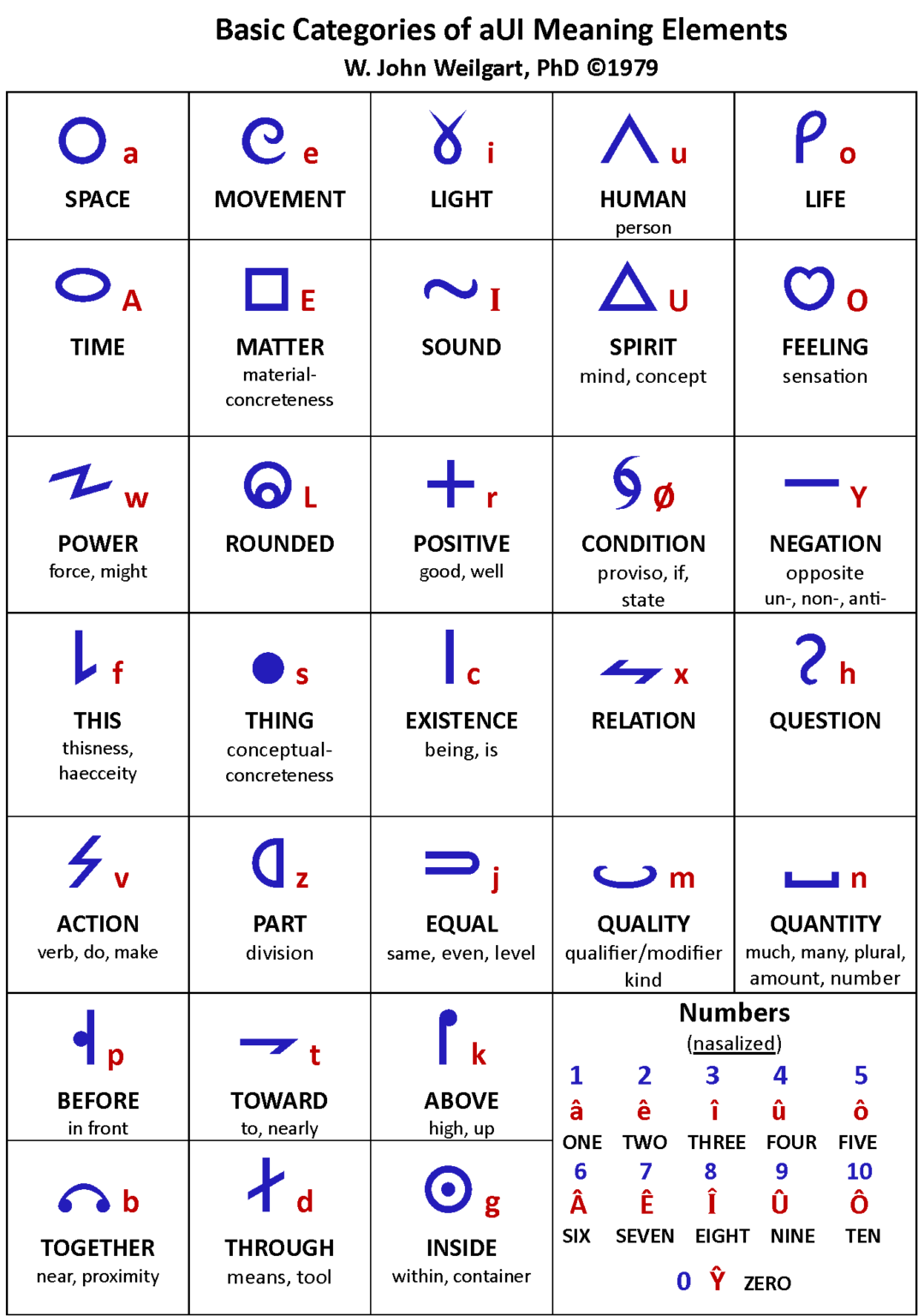
Az aUI nyelv szókincse táblázatba sűrítve